# Centaurea musimomum
Centaurea musimomum là một loài thực vật có hoa trong họ Cúc. Loài này được Maire mô tả khoa học đầu tiên năm 1918.